# Sirač
Sirač es un municipio de Croacia en el condado de Bjelovar-Bilogora.

## Geografía
Se encuentra a una altitud de 173 m s. n. m. a 128 km de la capital nacional, Zagreb.

## Demografía
En el censo 2011 el total de población del municipio fue de 2218 habitantes, distribuidos en las siguientes localidades:
- Barica -  52
- Bijela -  53
- Donji Borki - 59
- Gornji Borki - 0
- Kip - 148
- Miljanovac - 160
- Pakrani - 116
- Sirač -  1 416
- Šibovac - 214

| Gráfica de población de Sirač 1857-2011                             |
|                                                                     |
| Según los censos de población de la oficina estadística de Croacia. |